# Sinagoga corale di Kaunas
La sinagoga corale di Kaunas, costruita nel 1871-1872 in stile neobarocco, è l'unica sinagoga di Kaunas, e una delle pochissime nell'intera Lituania, ad essere sopravvissuta alle distruzioni dell'Olocausto.

## Storia

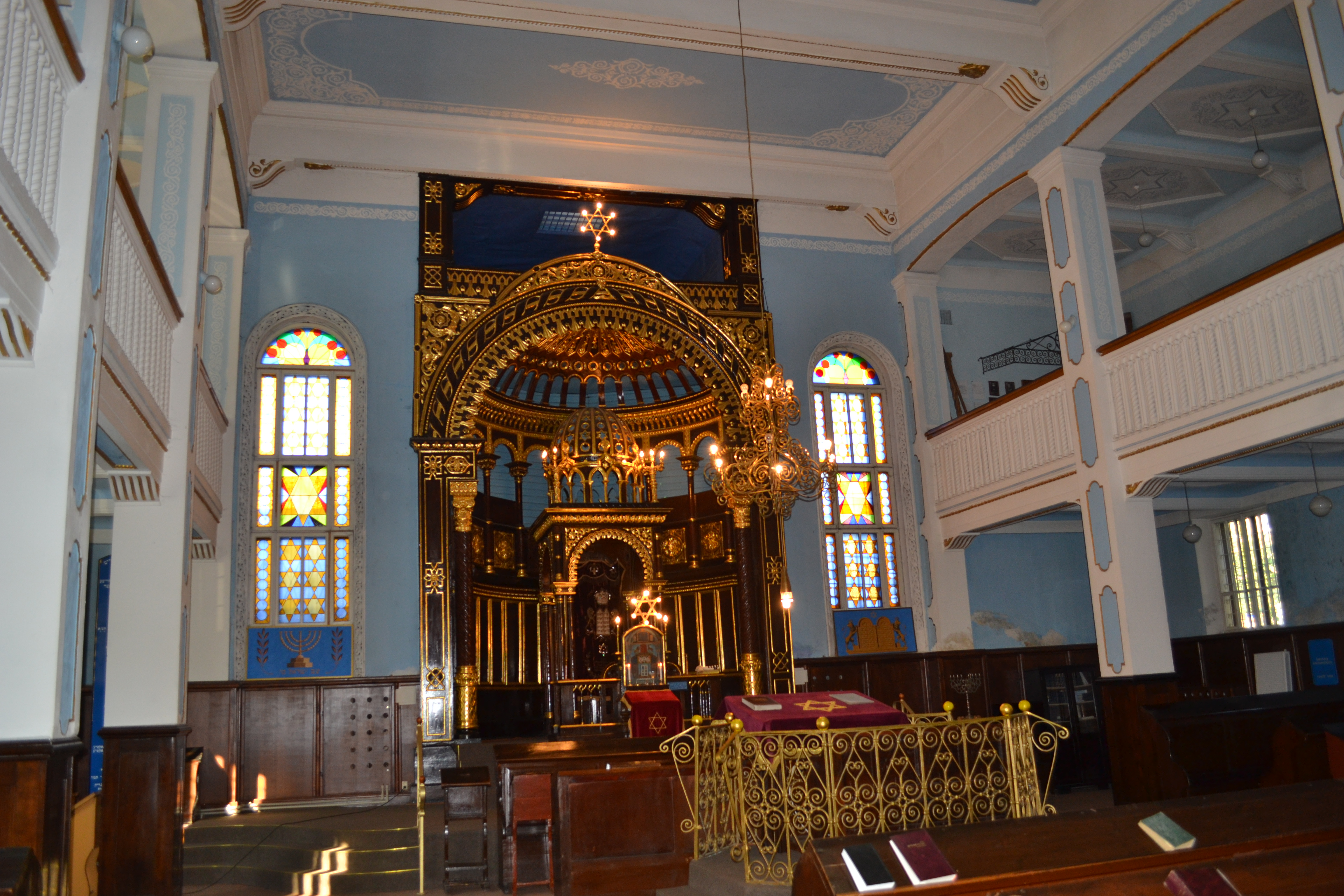
L'abside con l'arca

La sinagoga corale fu costruita nel 1871-1872 al servizio della numerosa comunità ebraica locale.
L'elegante facciata neobarocca si presenta come un nobile palazzo dalle molte finestre sovrastato da un timpano decorativo culminante in una piccola cupola, mentre i fianchi laterali sono scanditi da ampi finestroni. Una cancellata separa l'edificio dalla strada.
All'Interno l'elemento più rilevante è l'abside che racchiude l'arca e che, incorniciato da due finestre a vetrate colorate, si staglia dalla parete con la ricchezza delle sue decorazioni dorate.
Fino alla seconda guerra mondiale Kaunas è stato uno dei luoghi principi della presenza ebraica in Lituania, sede di oltre 25 sinagoghe. La comunità era ben integrata nella vita sociale della Lituania come testimoniato dal monumento che all'interno della sinagoga ricorda i numerosi soldati ebrei caduti nella prima guerra mondiale.
La sinagoga corale fu l'unica in città ad essere risparmiata dalle distruzioni dell'Olocausto perché occupata dalle truppe tedesche (le rovine di altre due sinagoghe sono ancora visibili nel centro cittadino in via Zamenhofo 7 & 9).
La comunità ebraica lituana fu quasi del tutto annientata nell'Olocausto. Un memoriale ai 50.000 bambini ebrei lituani uccisi sorge adesso sul retro della sinagoga.
Tra il 1999 e il 2001 La sinagoga è stata oggetto di importanti interventi di restauro che l'hanno riportata alle forme originarie. Con la sinagoga corale di Vilnius, essa resta la testimonianza più importante della ricca vitalità della presenza ebraica in Lituania prima della seconda guerra mondiale.

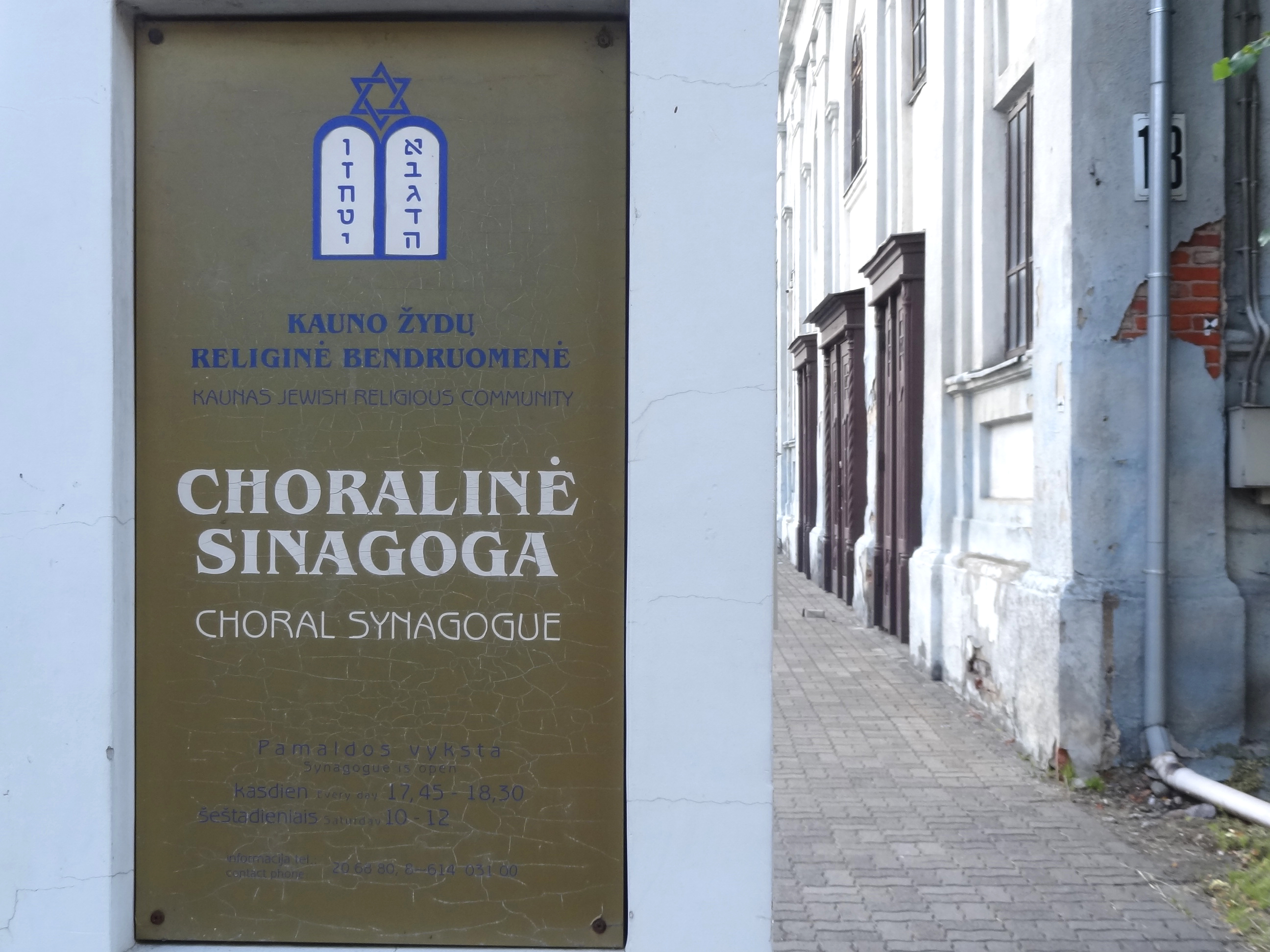
All'entrata
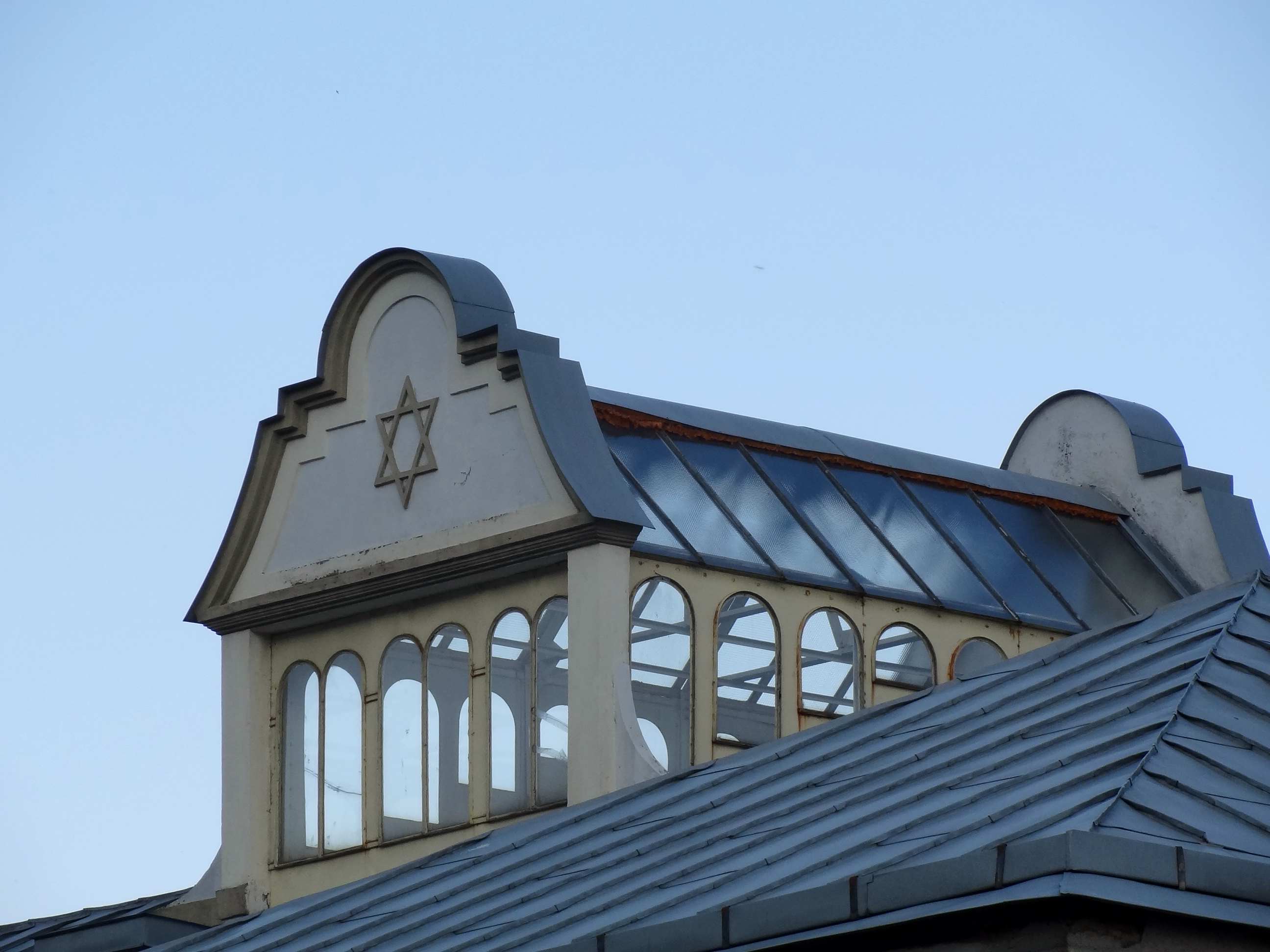
Struttura luminosa sul tetto
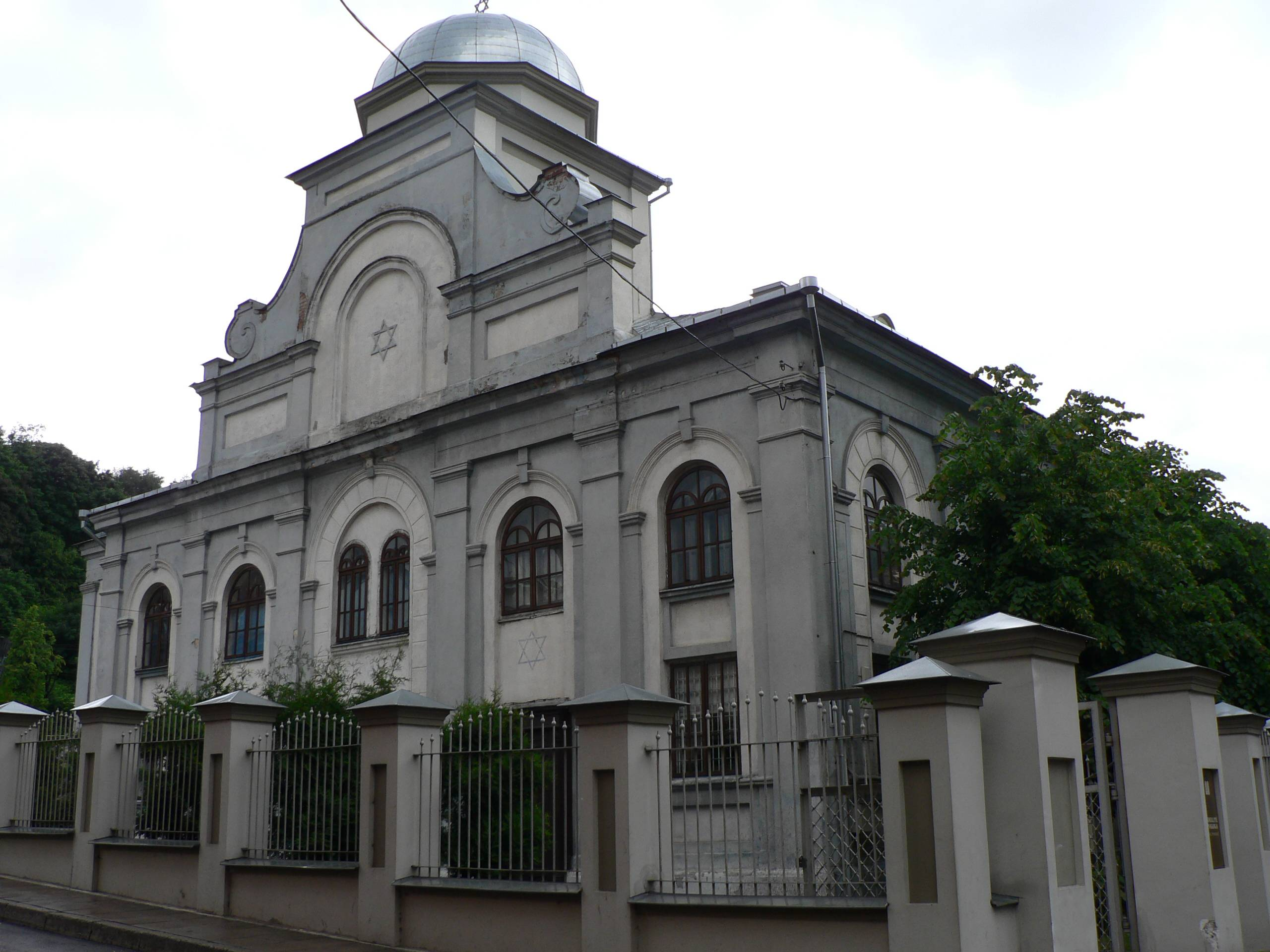
Veduta della sinagoga
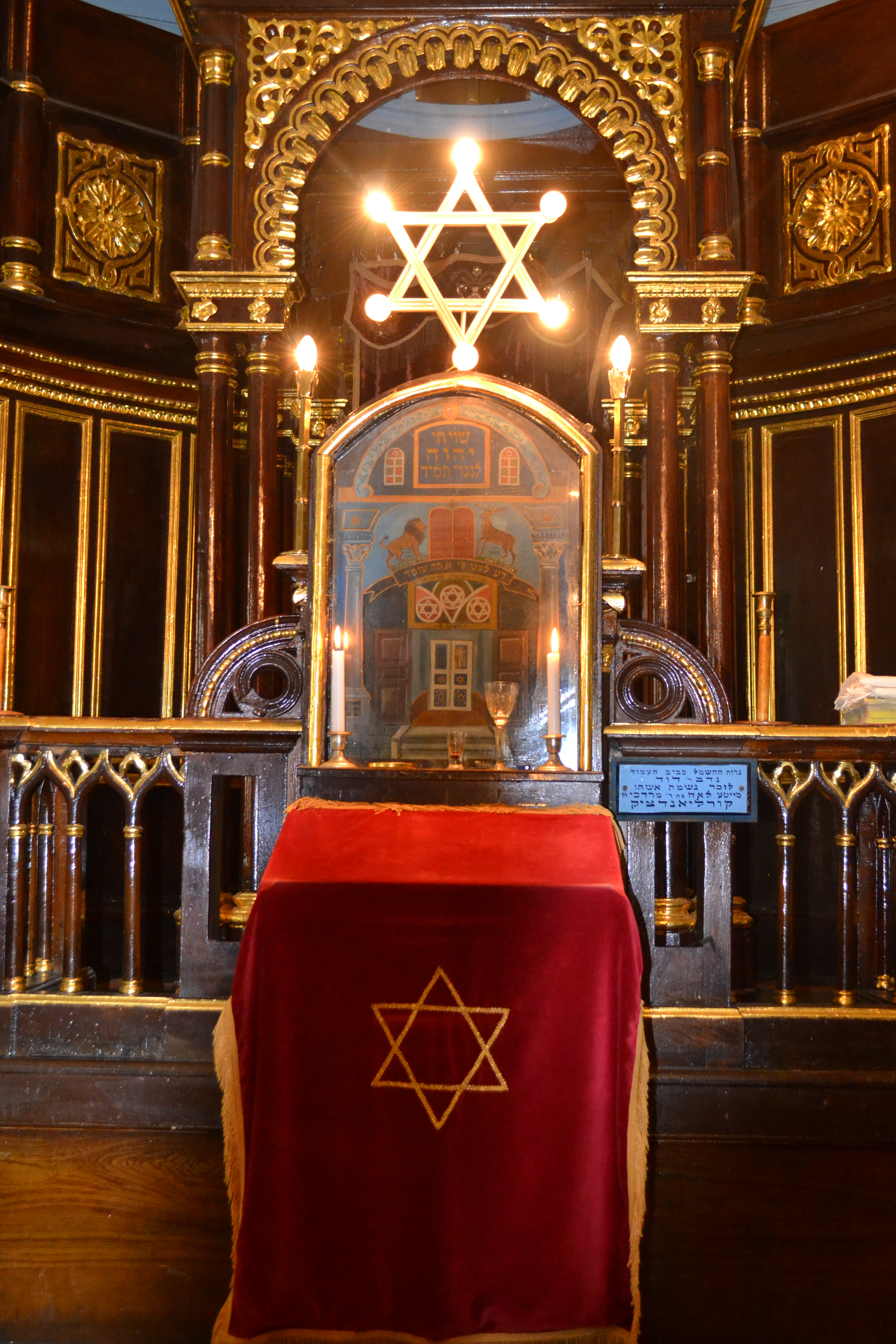
Aron haQodesh y arca
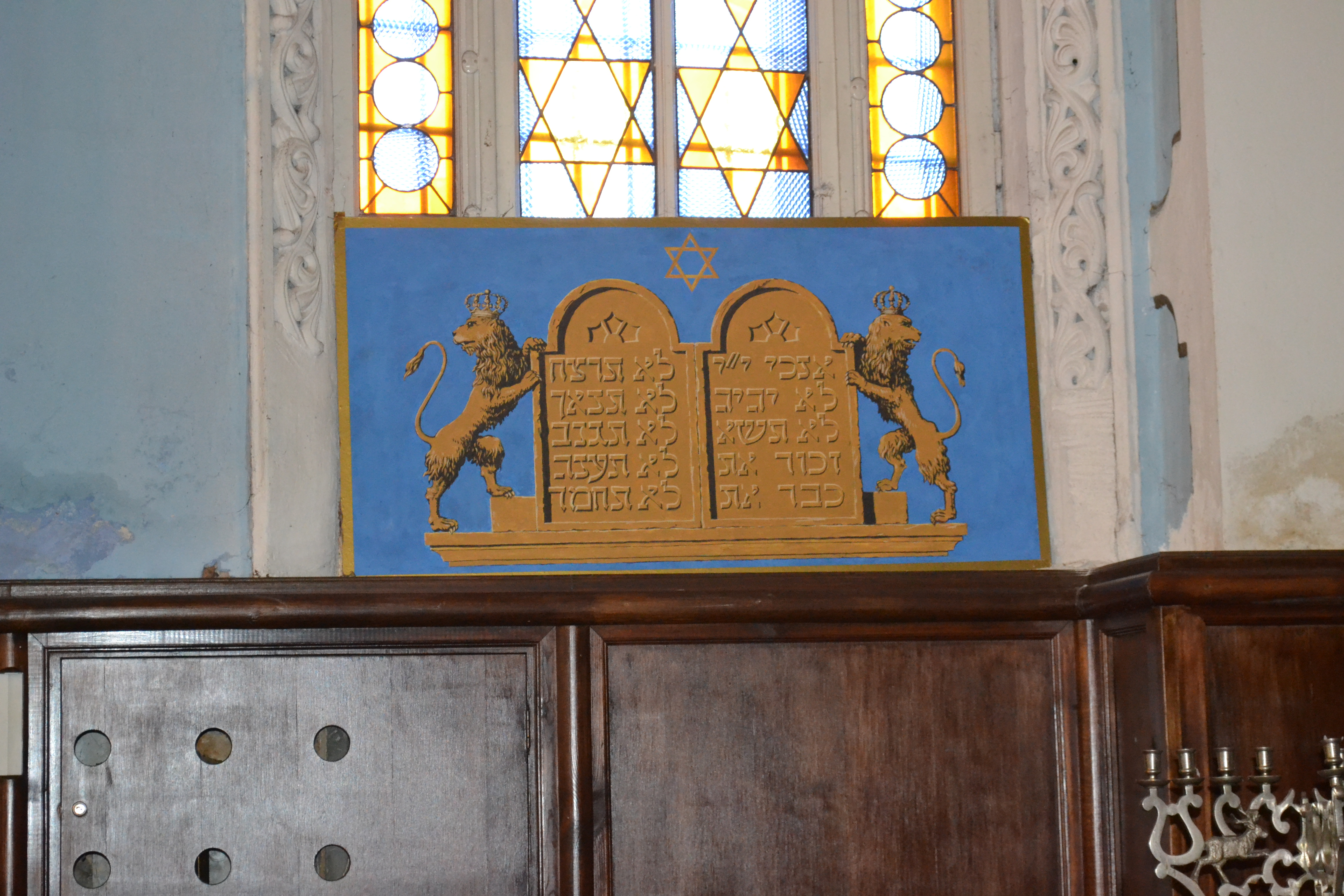
Dieci comandamenti
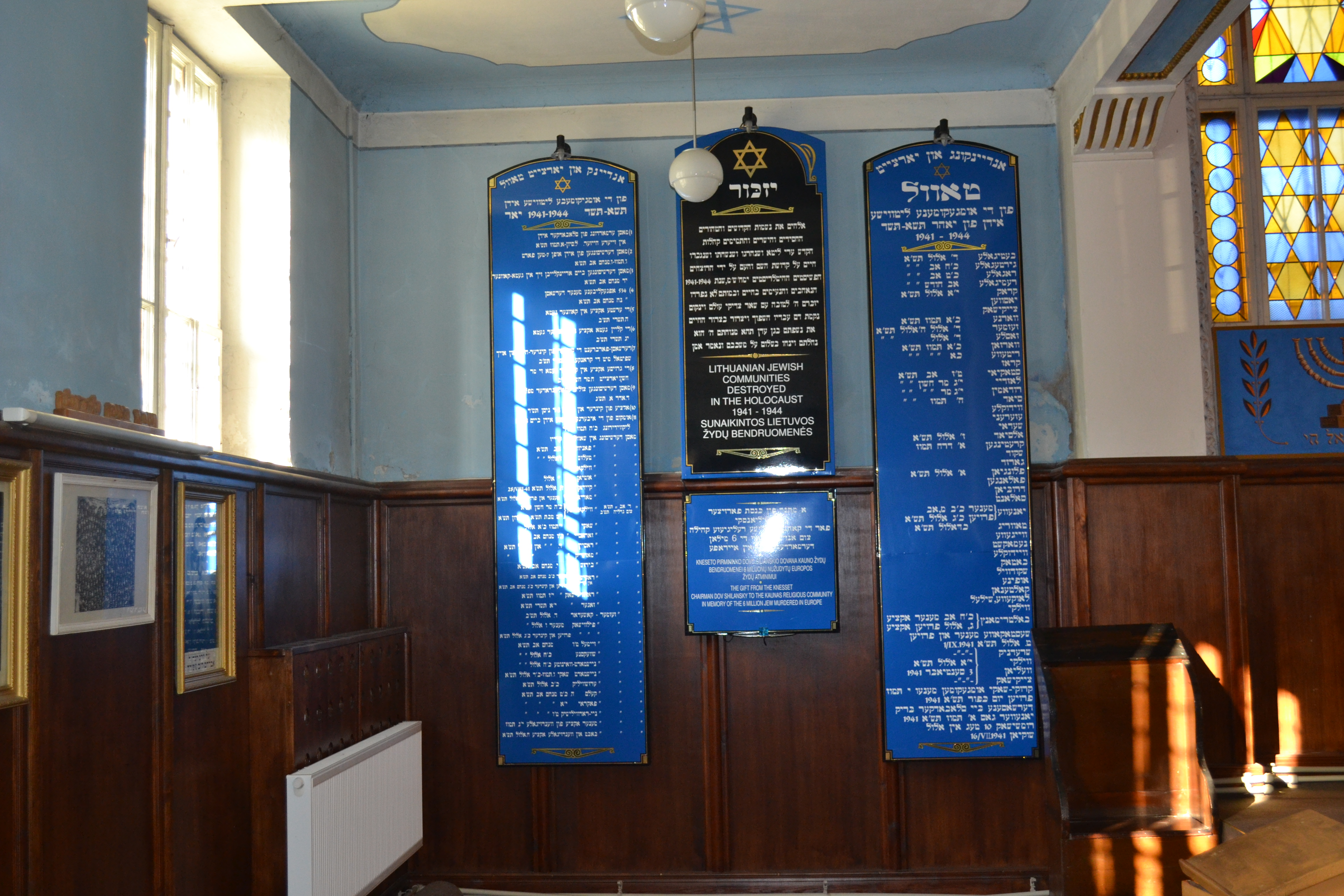
Targhe commemorative con i nomi dei soldati ebrei morti nella prima guerra mondiale e vittime dell'Olocausto